# Remo nos Jogos Pan-Americanos de 2011 - Skiff quádruplo feminino
A competição do skiff quádruplo feminino foi um dos eventos do remo nos Jogos Pan-Americanos de 2011. Foi disputada na Pista de Remo e Canoagem, em Ciudad Guzmán, nos dias 16 e 19 de outubro.

## Calendário
Horário local (UTC-6).
| Data          | Horário | Fase          |
| ------------- | ------- | ------------- |
| 16 de outubro | 10:40   | Eliminatórias |
| 19 de outubro | 10:20   | Final A       |

## Medalhistas
|  | ARG Argentina                                     |  | CAN Canadá                                          |  | USA Estados Unidos                                           |
|  | Milka Kraljev María Abalo María Best María Rohner |  | Audra Vair Isolda Penney Barbara McCord Melanie Kok |  | Chelsea Smith Michelle Sechser Megan Walsh Catherine Reddick |

## Resultados

### Eliminatórias
| Pos. | Remadoras                                                               | País               | Tempo   | Obs. |
| ---- | ----------------------------------------------------------------------- | ------------------ | ------- | ---- |
| 1    | Gabriela Huerta, Montserrat García, Debora Oakley e Edith Rodríguez     | MEX México         | 6:57.90 | FA   |
| 2    | María Abalo, María Best, Milka Kraljev e María Rohner                   | ARG Argentina      | 7:00.86 | FA   |
| 3    | Megan Walsh, Michelle Sechser, Catherine Reddick e Chelsea Smith        | USA Estados Unidos | 7:02.71 | FA   |
| 4    | Melanie Kok, Barbara McCord, Audra Vair e Isolda Penney                 | CAN Canadá         | 7:03.71 | FA   |
| 5    | Camila de Carvalho, Bianca Miarka, Kissya Costa e Carolina Rocha        | BRA Brasil         | 7:12.14 | FA   |
| 6    | Yanisleidi Orama, Yariulvis Cobas, Aimée Hernández e Yoslaine Domínguez | CUB Cuba           | 7:27.33 | FA   |

### Final A
| Pos.              | Remadoras                                                               | País               | Tempo   | Obs. |
| ----------------- | ----------------------------------------------------------------------- | ------------------ | ------- | ---- |
| Medalha de ouro   | María Abalo, María Best, Milka Kraljev e María Rohner                   | ARG Argentina      | 6:34.46 |      |
| Medalha de prata  | Melanie Kok, Barbara McCord, Audra Vair e Isolda Penney                 | CAN Canadá         | 6:37.68 |      |
| Medalha de bronze | Megan Walsh, Michelle Sechser, Catherine Reddick e Chelsea Smith        | USA Estados Unidos | 6:39.36 |      |
| 4                 | Yanisleidi Orama, Yariulvis Cobas, Aimée Hernández e Yoslaine Domínguez | CUB Cuba           | 6:40.05 |      |
| 5                 | Gabriela Huerta, Montserrat García, Debora Oakley e Edith Rodríguez     | MEX México         | 6:42.26 |      |
| 6                 | Camila de Carvalho, Bianca Miarka, Kissya Costa e Carolina Rocha        | BRA Brasil         | 6:45.57 |      |

### Remo
| S | Classificado(a) para as semifinais |    |                        | FA | Final A (disputa de medalhas) |  |  | FD | Final D (sem medalhas) |
| Q | Classificado(a) para as quartas    | FB | Final B (sem medalhas) | FE | Final E (sem medalhas)        |  |  |    |                        |
| R | Classificado(a) para a repescagem  | FC | Final C (sem medalhas) | FF | Final F (sem medalhas)        |  |  |    |                        |